# Jedwabita
La jedwabita és un mineral de la classe dels elements natius. Rep el seu nom de Jacques Jedwab, de la Universitat Lliure de Brussel·les (ULB), Bèlgica, en reconeixement de les seves investigacions meticuloses sobre la mineralogia dels placers i dels carburs en ambients naturals.

## Característiques
La jedwabita és un aliatge de ferro, tàntal i niobi, de fórmula química Fe₇(Ta,Nb)₃. Cristal·litza en el sistema hexagonal. La seva duresa a l'escala de Mohs és 7.
Segons la classificació de Nickel-Strunz, la jedwabita pertany a «01.AE: Metalls i aliatges de metalls, família ferro-crom» juntament amb els següents minerals: vanadi, molibdè, crom, ferro, kamacita, tungstè, taenita, tetrataenita, antitaenita, cromferur, fercromur, wairauïta, awaruïta i manganès.
Va ser descoberta al placer d'Avrorinskii, al riu Aktai (óblast de Sverdlovsk, Rússia), l'únic indret on se n'ha trobat.